# Pseudophacopteron fuscivenosum
Pseudophacopteron fuscivenosum är en insektsart som beskrevs av Malenovsk², Burckhardt och Tamesse 2007. Pseudophacopteron fuscivenosum ingår i släktet Pseudophacopteron och familjen Phacopteronidae.
Artens utbredningsområde är Kamerun. Inga underarter finns listade i Catalogue of Life.